# Fiorenzo Magni
Fiorenzo Magni (1920. december 7. – 2012. október 19.)  olasz profi kerékpáros bajnok (campione), Fausto Coppi (il Campionissimo) és Gino Bartali (a Toszkán Oroszlán) kortársa.
Magni Vaiaóban (Prato provincia, Toscana régió) született. Az olasz kerékpáros aranykor "harmadik embere" volt Fausto Coppi és Gino Bartali után. Karrierjének legfontosabb győzelmei: háromszoros Giro d’Italia összetett győztes (1948, 1951, 1955); háromszoros egymást követő győzelem a Flandriai Körversenyen, ami a mai napig fennálló rekord (1949, 1950, 1951).
Magni ragyogó teljesítményt nyújtott szélsőséges időjárási körülmények között, különösen hideg és szeles, esős vagy havas napokon. Mindhárom győzelmét a Flandriai Körversenyen kegyetlen, hideg körülmények között aratta.
Hatszor vett részt a Tour de France-on; mind a hat részvétel során legalább egyszer az ő vállaira került a maillot jaune, az összetettben az élen álló versenyző által viselt sárga mez.